# 2013

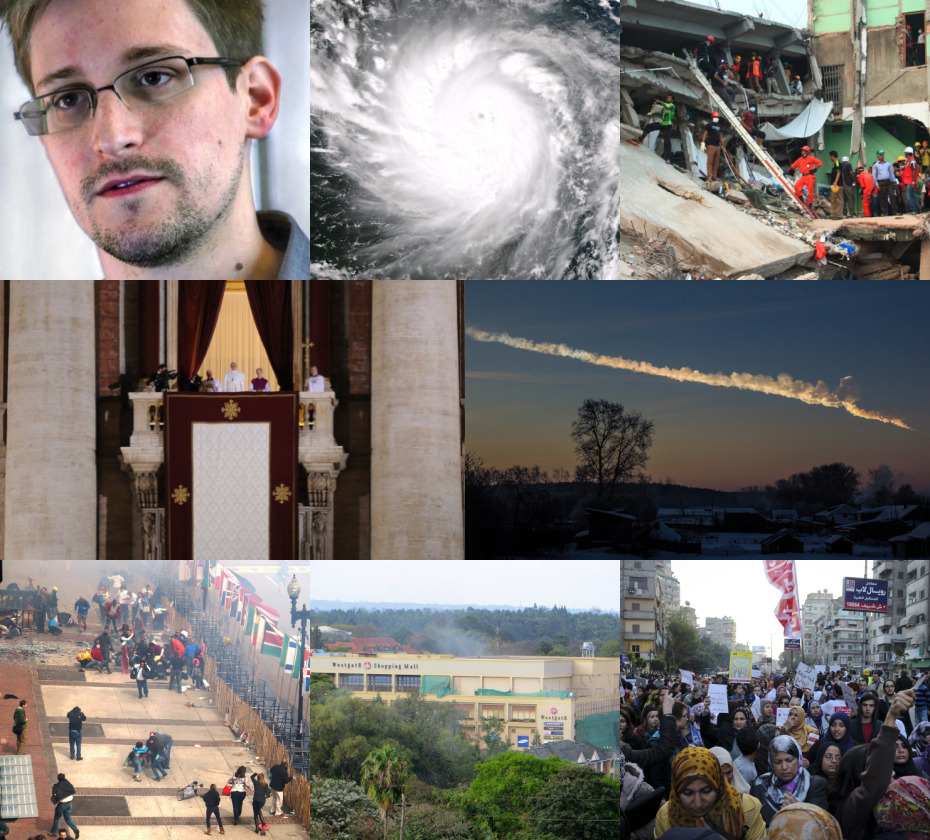
Từ bên trái, theo chiều kim đồng hồ: Edward Snowden đã trở nên nổi tiếng quốc tế vì làm rò rỉ thông tin nghe lén đã phân loại của NSA; Bão Haiyan càn quét qua qua Biển Đông và giết chết 6,000 người ở Philippines và khu vực Đông Nam Á; Vụ sập nhà máy dệt Dhaka ở Bangladesh đã giết chết hơn 1.000 người; Vệt bụi từ thiên thạch Chelyabinsk phóng qua bầu trời buổi sáng ở Nga; Biểu tình xảy ra giữa cuộc đảo chính lật đổ Tổng thống Mohamed Morsi của Ai Cập; Khói bốc lên do vụ tấn công trung tâm mua sắm Westgate ở Nairobi, Kenya, do các chiến binh Al-Shabaab thực hiện; Vụ đánh bom ở Boston Marathon đánh dấu vụ tấn công khủng bố đầu tiên ở Hoa Kỳ kể từ ngày 11/9; Giáo hoàng Phanxicô được bầu làm Giáo hoàng trong mật nghị giáo hoàng năm 2013.

Năm 2013 là một năm thường bắt đầu vào ngày Thứ Ba trong Lịch Gregory. Theo Âm lịch, phần lớn các ngày trong năm này thuộc năm Quý Tỵ; một phần nhỏ đầu năm thuộc về năm Nhâm Thìn.

## Sự kiện

### Tháng 1
- 1 tháng 1: Việt Nam nhận bàn giao từ Nga chiếc tàu ngầm Kilo 636 đầu tiên mang số hiệu HQ-182 là một trong 6 chiếc tàu ngầm Việt Nam đặt hàng từ Nga.

### Tháng 2
- 28 tháng 2: Giáo hoàng Benedict XVI từ chức

### Tháng 3
- 13 tháng 3: Giáo hoàng Phanxicô trở thành Giáo hoàng thứ 226, vị Giáo hoàng đầu tiên đến từ Nam Mỹ

### Tháng 5
- 22 tháng 5: Mất điện miền Nam Việt Nam và Campuchia 2013. Sự cố cho rằng một chiếc xe cẩu chở cây gỗ (dài 10m) vướng vào đường dây tải điện 500kV làm gây đoản mạch trên hệ thống làm cho gây tuyến Di Linh - Tân Định mất điện tại các tỉnh phía Miền Nam (Việt Nam) , Campuchia
- 26 tháng 5: Bayern Munich đánh bại Borussia Dortmund trong trận chung kết UEFA Champions League 2013.

### Tháng 6
- 1 tháng 6: Nhóm nhạc nữ Việt Nam Mây Trắng tạm ngừng hoạt động (đến khi quay lại hoạt động năm 2015).
- 13 tháng 6: Nhóm nhạc Hàn Quốc BTS chính thức ra mắt.
- 15 – 30 tháng 6: Cúp Liên đoàn các châu lục 2013 tổ chức tại Brasil, đội tuyển bóng đá quốc gia Brasil lần thứ 4 giành chức vô địch.
- 21 tháng 6 – 13 tháng 7: Giải vô địch bóng đá U-20 thế giới 2013 tổ chức tại Thổ Nhĩ Kỳ, đội tuyển bóng đá U-20 quốc gia Pháp lần đầu tiên giành chức vô địch.

### Tháng 7
- 1 tháng 7: Croatia gia nhập Liên minh châu Âu
- Beef Nam-Bắc (Southside và Northside) là trận Beef có tầm ảnh hưởng lớn nhất cộng đồng Rap/Hip hop Việt Nam
- 9 tháng 7: Valve Corporation phát hành trò chơi điện tử MOBA Dota 2

### Tháng 8
- 8 tháng 8: 3909 LLC phát hành trò chơi điện tử mô phỏng, giải đố Papers, Please
- 18 tháng 8: ABU Robocon 2013 tổ chức tại Việt Nam

### Tháng 9
- 11 tháng 9 Lực lượng vũ trang Hồi giáo Al-Shabaab tấn công một khu mua sắm ở Westgate, Nairobi, làm ít nhất 62 người thiệt mạng và làm bị thương 170 người khác.[1]
- 17 tháng 9: Rockstar Games phát hành trò chơi điện tử Grand Theft Auto V

### Tháng 10
- 1 tháng 10, chính phủ Mỹ chính thức bắt đầu ngừng hoạt động trong 2 tuần sau khi Quốc hội lưỡng viện Mỹ bất đồng về dự thảo ngân sách mới.
- 16 tháng 10, xảy ra một vụ tai nạn máy bay của Hãng hàng không quốc gia Lào (Lao Airlines).
- 17 tháng 10 – 8 tháng 11: Giải vô địch bóng đá U-17 thế giới 2013 tổ chức tại Các Tiểu vương quốc Ả Rập Thống nhất, đội tuyển bóng đá U-17 quốc gia Nigeria lần thứ 4 giành chức vô địch.

### Tháng 11
- 1 tháng 11, Nguyễn Thị Thuỳ Dung, công dân thứ 90 triệu của Việt Nam ra đời.[2]
- Ngày 3 tới 11 tháng 11, siêu bão Haiyan đổ bộ vào Philippines, Việt Nam, Trung Quốc, Đài Loan, Micronesia và Palau, làm 6241 người chết
- 17 tháng 11: một chiếc máy bay chở khách Boeing 737-500 gặp nạn tại thành phố Kazan, miền trung Nga, làm 50 người chết[3]
- 28 tháng 11: Tại kỳ họp thứ VI, Quốc hội Việt Nam khóa XIII đã thông qua Hiến pháp nước Cộng hòa xã hội chủ nghĩa Việt Nam (sửa đổi).[2]

### Tháng 12
- 11 tháng 12 – 22 tháng 12: SEA Games lần thứ 27 diễn ra ở Myanmar.
- 27 tháng 12, Một máy bay chở hàng của Nga lao xuống một nhà kho quân đội ở vùng Siberia, khiến tất cả chín người trên khoang thiệt mạng[2]

## Sinh
- 22 tháng 7, Vương tôn George Alexander Louis của vương quốc Anh.[4]

## Mất

### Tháng 1

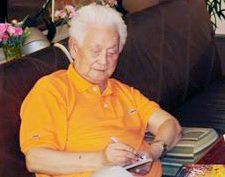
Phạm Duy

- 9 tháng 1 - Hoàng Hiệp, nhạc sĩ nổi tiếng của dòng nhạc đỏ Việt Nam (Sinh 1931)
- 11 tháng 1 - Nguyễn Khánh, cựu tướng lĩnh và cựu chính khách Việt Nam Cộng hòa (Sinh 1927)
- 21 tháng 1 - Chumpol Silpa-archa, Phó Thủ tướng Thái Lan (Sinh 1940)
- 27 tháng 1 - Phạm Duy, nhạc sĩ tân nhạc Việt Nam (Sinh 1921)

### Tháng 2

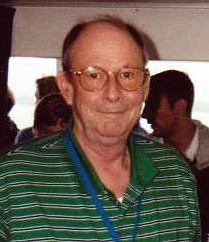
Robert Coleman Richardson

- 1 tháng 2: Elisa Lam (Lam Khả Nhi), nữ sinh viên người Canada/Trung Quốc (Sinh 1991)
- 5 tháng 2: Hải Ninh, Nghệ sĩ nhân dân người Việt Nam(Sinh 1931)
- 6 tháng 2: Chokri Belaid,  chính khách của Tunisia (Sinh 1964)
- 19 tháng 2:
  - Armen Alchian, nhà kinh tế học người Hoa Kỳ (Sinh 1914)
  - Robert Coleman Richardson, nhà vật lý thực nghiệm người Mỹ, đoạt giải Nobel Vật lý năm 1996 (Sinh 1937)

### Tháng 3

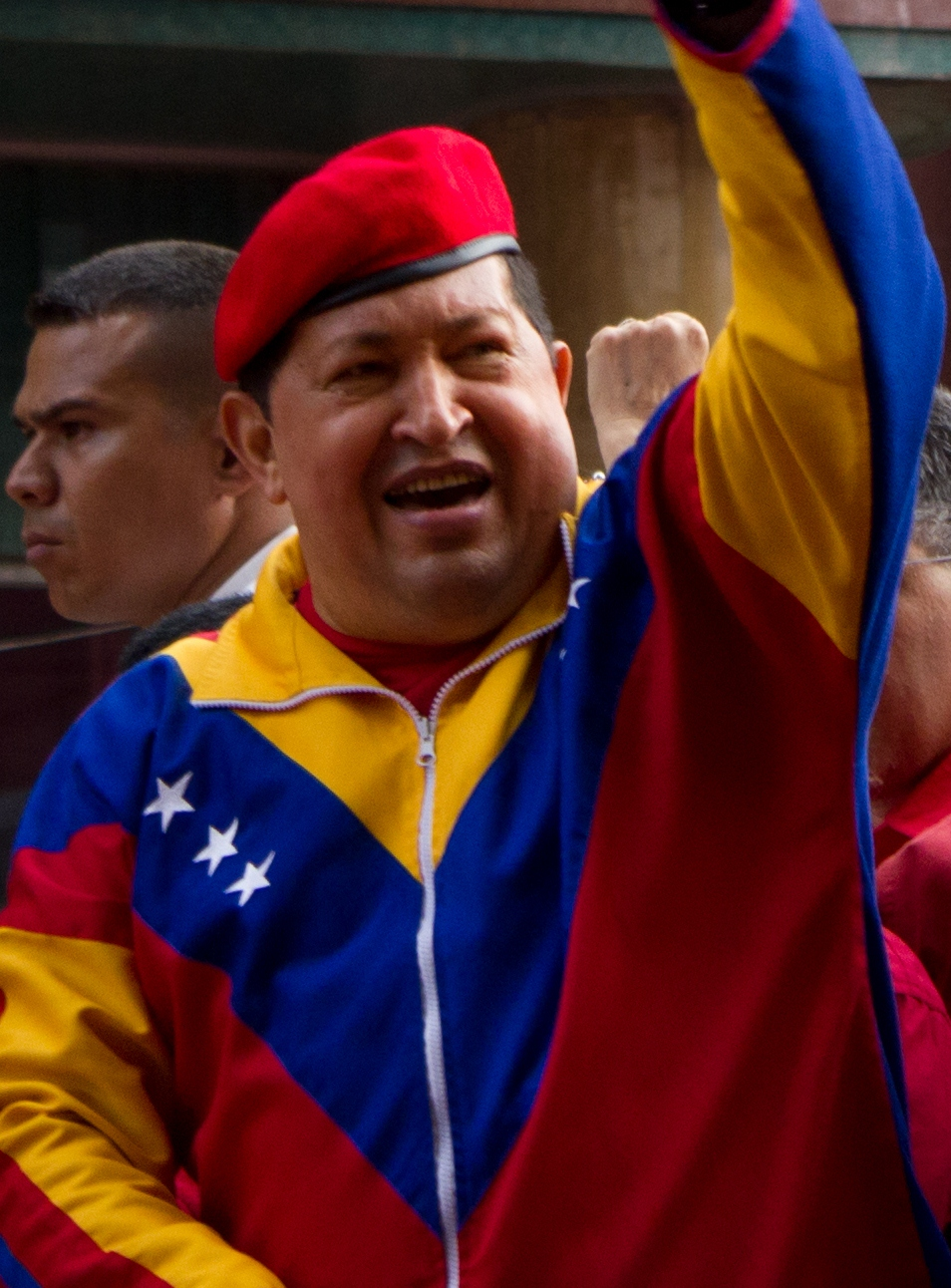
Hugo Chavez

- 3 tháng 3 - Hà Thị Cầu,  nghệ nhân hát xẩm (nghệ nhân hát xẩm cuối cùng của thế kỷ 20) (Sinh 1928)
- 5 tháng 3 - Hugo Chavez, Tổng thống Venezuela (Sinh 1954)
- 14 tháng 3 - Ieng Sary, Phó Thủ tướng kiêm Ngoại trưởng Campuchia dưới thời Khmer Đỏ (Sinh 1924)
- 20 tháng 3 - Zillur Rahman, Tổng thống Bangladesh (Sinh 1929)
- 21 tháng 3 - Chinua Achebe, nhà văn, nhà thơ người Nigeria (Sinh 1930)
- 23 tháng 3 -Hòa thượng Thích Thanh Bích, Phó Pháp chủ kiêm Giám Luật của Giáo hội Phật giáo Việt Nam, Viện chủ Tổ đình Hội Xá - Hà Nội (Sinh 1912)

### Tháng 4

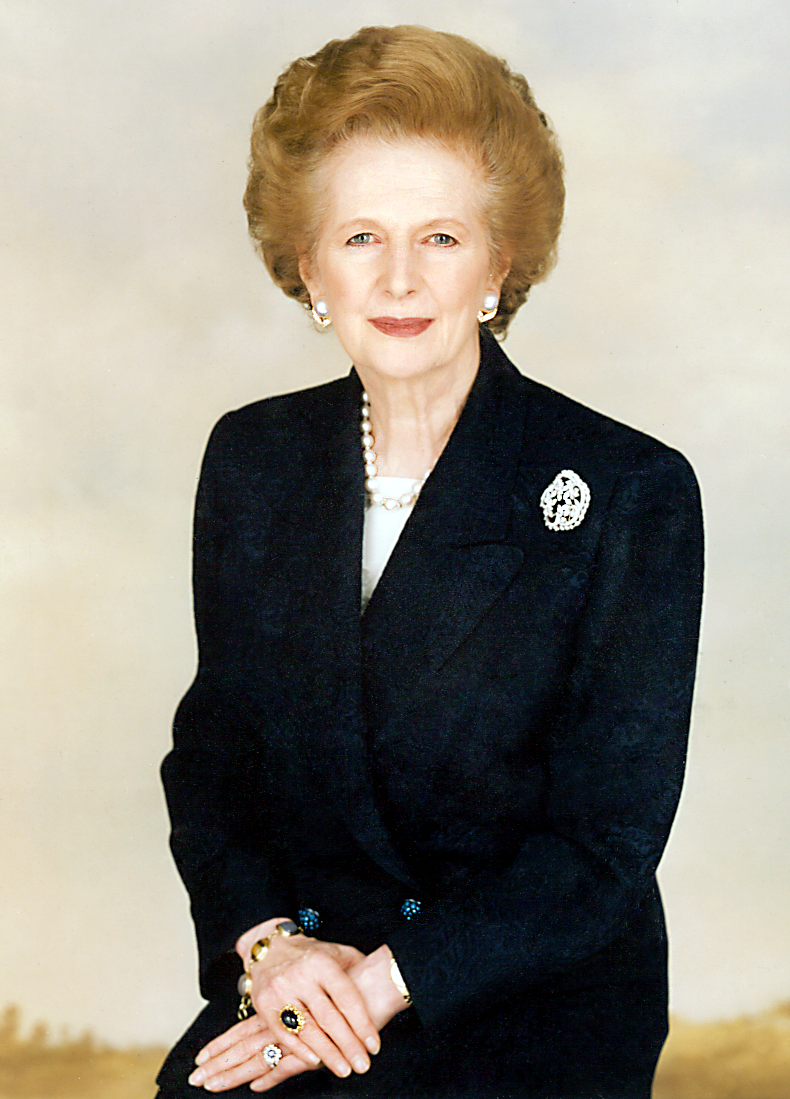
Margaret Thatcher

- 4 tháng 4 - Roger Ebert, nhà phê bình phim người Mỹ (Sinh 1942)
- 8 tháng 4 - Margaret Thatcher, Thủ tướng Anh (Sinh 1925)
- 9 tháng 4 - Văn Hiệp, danh hài Việt Nam (Sinh 1942)
- 30 tháng 4- Nguyễn Văn Nam, Nam sinh xả thân cứu người (Sinh 1995)

### Tháng 5
- 2 tháng 5 - Jeff Hanneman, nhạc sĩ người Mỹ, thành viên ban nhạc Slayer (Sinh 1964)

### Tháng 6

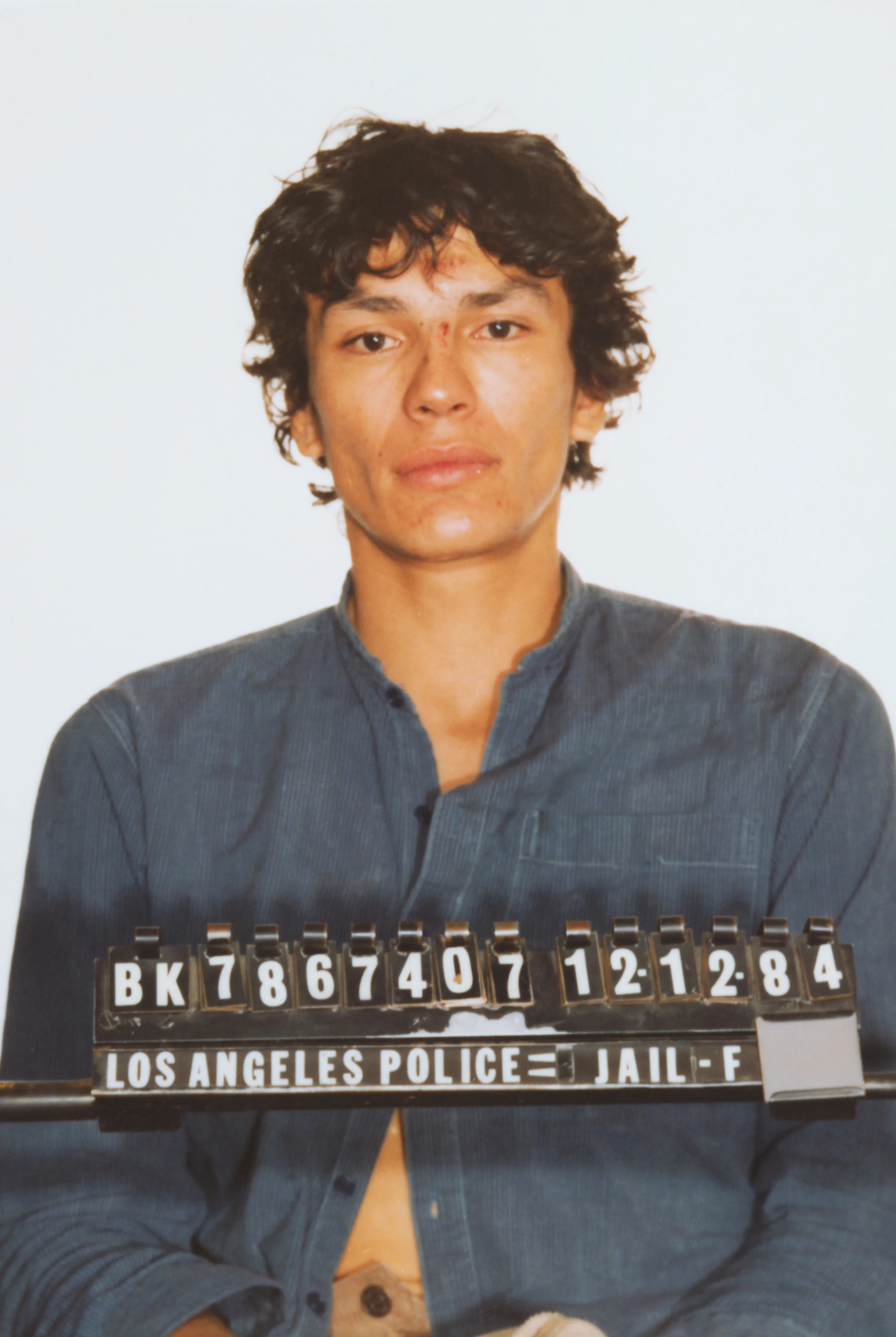
Richard Ramirez

- 7 tháng 6 - Richard Ramirez, Kẻ giết người hàng loạt ở California, Hoa Kỳ.(Sinh 1960)

### Tháng 7

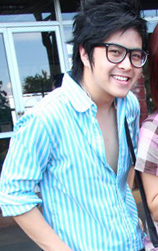
Wanbi Tuấn Anh

- 7 tháng 7 - Phanxicô Xaviê Nguyễn Quang Sách, giám mục Việt Nam (sinh 1925)
- 21 tháng 7 - Wanbi Tuấn Anh, ca sĩ Việt Nam (Sinh 1987)

### Tháng 8
- 17 tháng 8 - Tôma Nguyễn Văn Tân - Giám mục chính tòa Giáo phận Vĩnh Long, Việt Nam (sinh 1940)
- 17 tháng 8 - Giuse Hoàng Văn Tiệm - Giám mục chính tòa Giáo phận Bùi Chu, Việt Nam (sinh 1938)

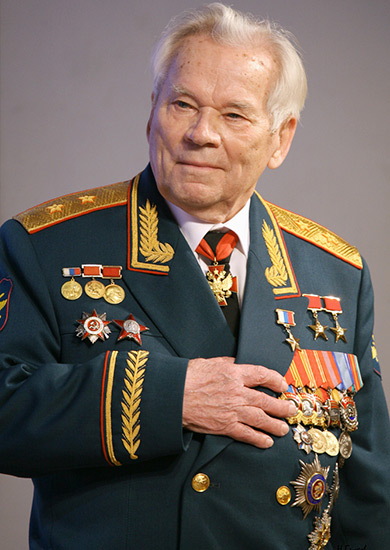
Mikhail Timofeyevich Kalashnikov

### Tháng 10

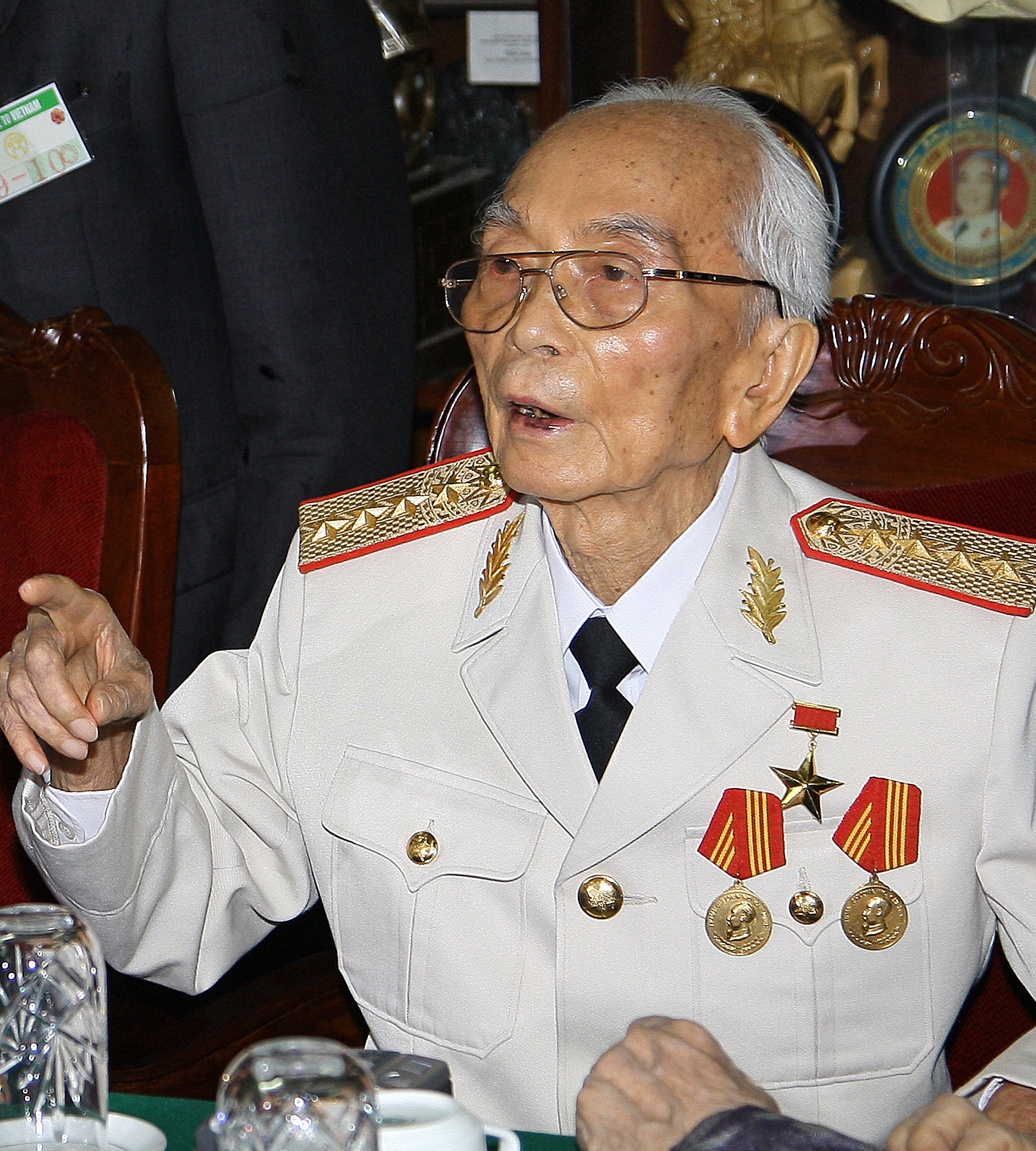
Võ Nguyên Giáp

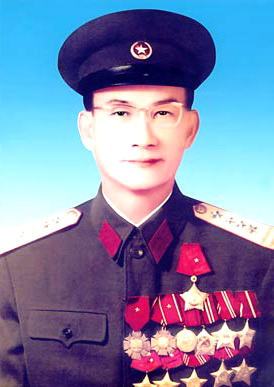
Nguyễn Thiện Thành

- 4 tháng 10 - Võ Nguyên Giáp, vị  Đại Tướng đầu tiên, người anh cả của quân đội nhân dân  Việt Nam (sinh 1911)
- 8 tháng 10 - Nguyễn Thiện Thành, là một cựu sỹ quan cao cấp Quân đội nhân dân Việt Nam (s. 1919)

### Tháng 11

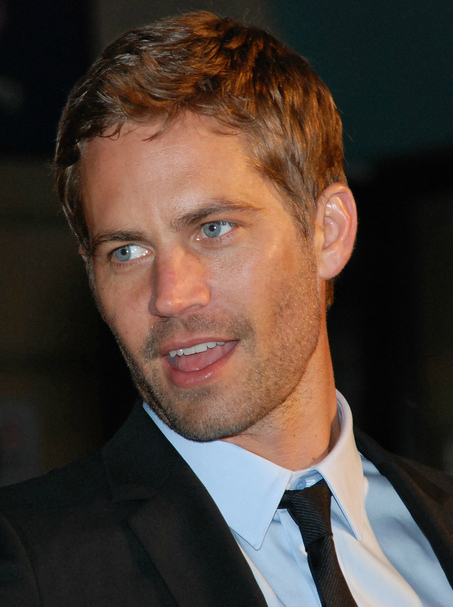
Paul Walker

- 30 tháng 11, Paul Walker, diễn viên người Mỹ

### Tháng 12

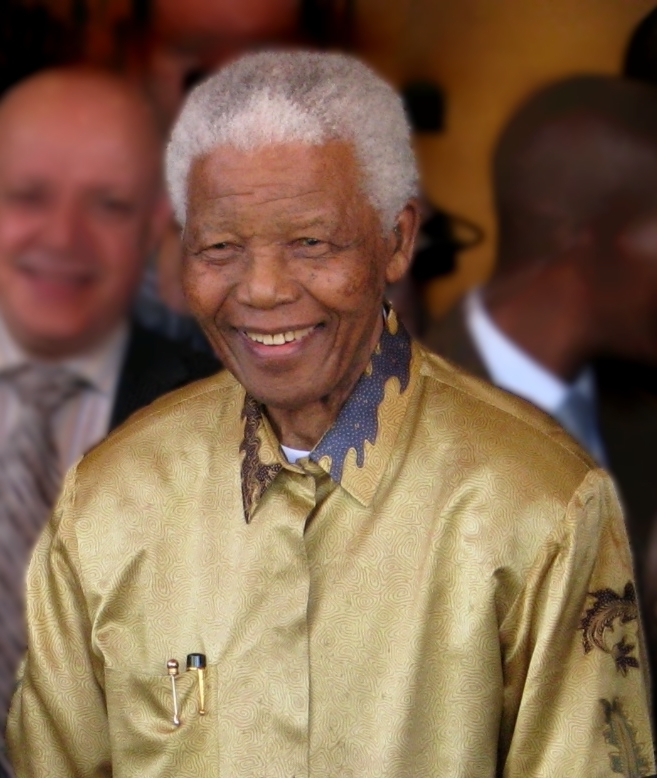
Nelson Mandela

- 5 tháng 12 - Nelson Mandela, nhà hoạt động chính trị người Nam Phi, Tổng thống Nam Phi, đoạt giải Nobel (sinh 1918).
- 20 tháng 12 - Việt Dzũng, nhạc sĩ Việt Nam (sinh 1958)
- 23 tháng 12 - Mikhail Timofeyevich Kalashnikov, nhà chế tạo vũ khí Nga, người phát minh ra khẩu súng trường AK-47 (sinh 1919)

## Ngày Lễ
- 10 tháng 2 - mùng 1 Tết Nguyên Đán
- 19 tháng 4 - Giỗ Tổ Hùng Vương
- 19 tháng 9 - Tết Trung Thu